# Алексеевка (Прокопьевский район)
Алексеевка — деревня в Прокопьевском районе Кемеровской области. Входит в состав Михайловского сельского поселения.

## География
Центральная часть населённого пункта расположена на высоте 413 метров над уровнем моря.

## Население
По данным Всероссийской переписи населения 2010 года, в деревне Алексеевка проживает 58 человек (24 мужчины, 34 женщины).